# Lucero (metrostation)
Lucero is een metrostation in het stadsdeel Latina van de Spaanse hoofdstad Madrid. Het station werd geopend op 10 mei 1995 en wordt bediend door lijn 6 van de metro van Madrid.